# Кампо Верде (Лече)
Кампо Верде (итал. Campo Verde) је насеље у Италији у округу Лече, региону Апулија.
Према процени из 2011. у насељу је живело 2 становника. Насеље се налази на надморској висини од 8 м.